# Choi Yong-Soo
Choi Yong-Soo, född 10 september 1973 i Busan i Sydkorea, är en sydkoreansk före detta fotbollsspelare.